# 영국 교통부
교통부(Department for Transport, DfT)는 영국 정부의 행정부처로, 잉글랜드 지역의 교통망을 전담하는 부처이다. 스코틀랜드, 웨일스, 북아일랜드의 교통 정책 중에도 아직 분권이 이뤄지지 않은 분야를 담당하고 있다. 교통부의 수장은 교통장관(Secretary of State for Transport)이며, 현 장관은 2016년 7월 14일에 취임한 크리스 그레일링이다.

## 역사
영국의 교통망과 그밖의 다양한 사안들을 다루는 부처는 근대 들어서 수차례 조직되고 개편되었다. 그 변천사는 다음과 같다.
- 2002년~: 교통부 (Department for Transport)
- 2001~2002년: 교통·지역정부·지방부 (Department for Transport, Local Government and the Regions)
- 1997~2001년: 환경·교통·지방부 (Department for the Environment, Transport and the Regions)
- 1976~1997년: 교통부 (Department of Transport)
- 1970~1976년: 환경부 (Department for the Environment)
- 1959~1970년: 교통부 (Ministry of Transport)
- 1953~1959년: 교통·민간항공부 (Ministry of Transport and Civil Aviation)
- 1946~1953년: 교통부 (Ministry of Transport)
- 1941~1946년: 군수부 (Ministry of War Transport) - 이후 해운부 (Ministry of Shipping)로 통합
- 1919~1941년: 교통부 (Ministry of Transport)

'Ministry of Transport'란 이름은 1970년부터 쓰이진 않지만, MOT 테스트 (연례 차량종합검사), 차량안전검사, 도로주행시험, 배기가스 배출검사 등에서는 여전히 'Ministry of Transport'라 표기한다. 참고로 영국에서는 공공도로 주행차량 면허증을 취득한 뒤 처음 3년 간은 매년 한차례씩 종합시험을 보고 통과해야 한다 (북아일랜드에서는 4년 간).

## 역할
교통부는 정책목표를 총 네 가지로 구분해두고 있다.
- 믿음직하고 효율적인 교통망으로 경제성장을 지속시키고 생산성을 늘림
- 교통의 친환경성을 향상함
- 교통의 안전과 보안을 강화함
- 최약층을 위한 직업과 서비스, 사회연결망으로의 접근성을 증대함

교통부는 교통 관련 사안의 "전략적 틀을 수립"하며, 그 틀은 산하 행정기관을 비롯해 공공·사립기구에 이르기까지 넓은 범위에 적용된다.

## 장관
교통부의 각 장관은 현재 다음과 같다.
| 이름                 | 직함     | 소관업무 |
| -------------------- | -------- | --- |
| 크리스 그레일링 의원 | 장관     | 부처 소관업무 총괄 |
| 조 존슨 의원         | 부장관   | 잉글랜드 고속도로공사, 현대식 교통 법안, 해양교통 (해양연안경비청 포함), 해양안보, 화물운수 계획, 환경기술, 기술혁신, 토목환경 |
| 제스 노먼 의원       | 정무차관 | 버스, 자전거, 고속도로공사, 경전철, 도로운수, 도로안전, 환경, 교통기술                                                         |
| 리즈 서그 경         | 정무차관 | 항공, 국제관계 및 무역, 유럽, 항공안보, 사이버 교통안보, 런던 (크로스레일), 기업 규제혁신, 귀족원 내 전반적인 교통업무         |
| 누스랏 가니 의원     | 정무차관 | 교통수단 간의 접근성, 버스와 택시, HS2, 해양연연안경비청, 해양안보, 기술견습, 2018 기술의 해                                   |

사무차관은 버너디트 켈리 씨이다.

## 같이 보기
- 영국의 정부 부처
- 교통부